# Iris Wittig

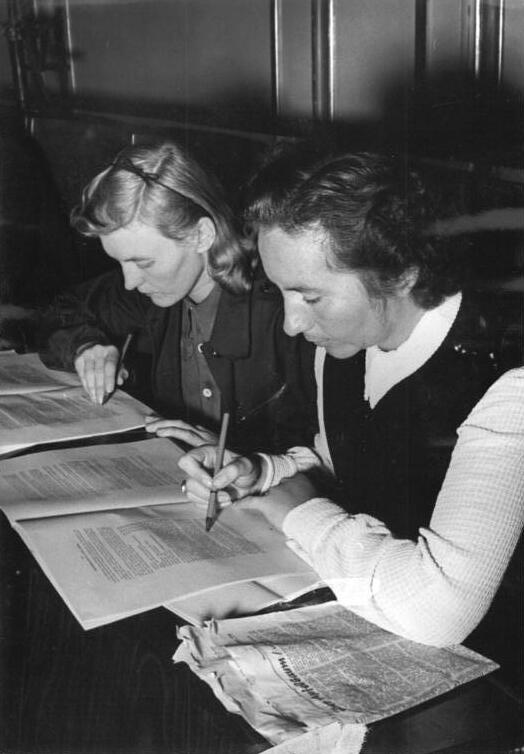
Iris Wittig (links) 1951 neben Annerose Zibolsky

Iris Wittig (später Iris Köhler; * 9. April 1928 in Lengefeld, Erzgebirge; † 30. September 1978 in Rothenburg/Oberlausitz) war eine deutsche Militärpilotin. Sie war die erste und vermutlich einzige Militärpilotin der DDR und Abgeordnete der Volkskammer.

## Leben
Wittig war die Tochter eines Bauarbeiters, der seit 1922 Mitglied der KPD war und von 1935 bis 1945 im Zuchthaus Brandenburg-Görden eingekerkert war. Ihre Mutter, ebenfalls Mitglied der KPD, wurde 1944 als politischer Häftling ins KZ Ravensbrück eingewiesen.
Im Alter von 17 Jahren wurde sie im Dezember 1945 Mitglied der KPD, 1946 der SED und der FDJ. Sie arbeitete zunächst als Weberin, absolvierte 1949 einen Lehrgang zur Traktoristin und arbeitete auf dem Land. 1950 wurde sie mit dem Mandat der FDJ Abgeordnete der Volkskammer. 1952 folgte sie dem Ruf der FDJ und meldete sich freiwillig zur KVP-Luft. Dort absolvierte sie ihre Flugausbildung. 1953 flog sie zusammen mit einem sowjetischen Instrukteur als einer der ersten Piloten in einer MiG-15UTI. Die MiG-15 war das erste Strahlflugzeug der DDR und wurde ab April 1953 von der UdSSR an die Kasernierte Volkspolizei geliefert. Anfang 1954 wurde Iris Wittig Pilotin im JG-1 in Cottbus. Kurz darauf wurde sie am 24. Februar 1954 bei dem durch Eigenverschulden verursachten Absturz ihres Jak-18-Flugzeuges bei Niesky schwer verletzt und bekam ein befristetes Flugverbot.
Auf der 49. Sitzung der Volkskammer am 4. August 1954 wurde die Niederlegung ihres Mandats mitgeteilt. Nach ihrer Genesung 1956, als in der DDR wieder offiziell Motorflugzeuge geflogen werden durften, wurde sie als Stützpunktleiterin und Leiterin für Motorflugausbildung auf dem GST-Flugplatz Neuhausen eingesetzt, wo zur Ausbildung Z-126 genutzt wurden. Später wurde sie Flugausbilderin im FAG-15 in Rothenburg. Als Oberstleutnant der Reserve schied sie aus der NVA aus. Ihr Sohn beendete später seine Ausbildung als Flugzeugführer der NVA an der Offiziershochschule der Luftstreitkräfte/Luftverteidigung Franz Mehring, an der sie einst Lehrerin war.